# اچ‌ام‌اس انکیوسا (کی۱۸۶)
اچ‌ام‌اس انکیوسا (کی۱۸۶) (به انگلیسی: HMS Anchusa (K186)) یک کشتی بود که طول آن ۲۰۵ فوت (۶۲ متر) بود. این کشتی در سال ۱۹۴۱ ساخته شد.